# Rong biển

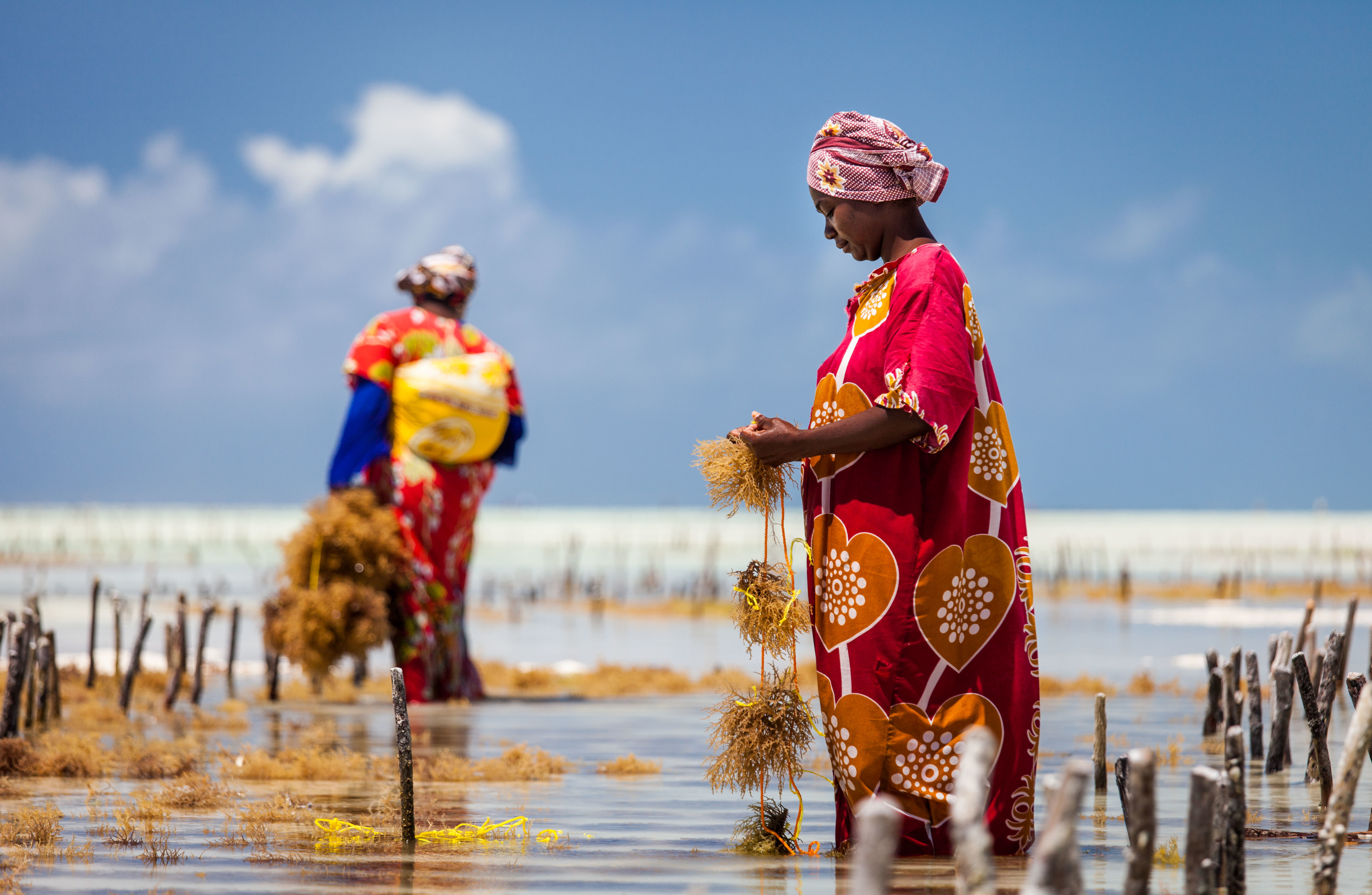
Thu hoạch rong biển ở Jambiani, Unguja

Rong biển hay còn gọi là tảo bẹ là một thuật ngữ thông dụng và thiếu một định nghĩa chính thức chỉ những loài sinh vật sinh sống ở biển. Một loại rong biển có thể thuộc một trong một số nhóm tảo đa bào không có tổ tiên chung như: tảo đỏ, tảo lục và tảo nâu. Rong biển có thế sống ở cả hai môi trường nước mặn và nước lợ. Chúng mọc trên các rạn san hô hoặc trên các vách đá, hoặc có thể mọc dưới tầng nước sâu với điều kiện có ánh sáng mặt trời chiếu tới để quang hợp. Rong biển đã dần trở nên phổ biến ở nhiều nước trên thế giới. Rong biển là thức ăn rất giàu dưỡng chất. Trong các phương pháp dưỡng sinh của nhiều dân tộc trên thế giới, rong biển được coi là thức ăn tạo sự dẻo dai, khỏe mạnh về thể chất và tinh thần cho con người.

## Giá trị
Rong biển khô rất giàu chất bột đường, chất xơ, đạm, vitamin và chất khoáng. Phân tích giá trị thành phần dinh dưỡng của rong biển cho thấy hàm lượng vitamin A trong rong biển cao gấp 2-3 lần so với cà rốt, hàm lượng canxi cao gấp 3 lần so với sữa bò, vitamin B2 cao gấp 4 lần trong trứng. Trong đó, yếu tố khoáng chất i-ốt được nhiều người quan tâm hơn cả bởi i-ốt là chất khoáng cần thiết cho cơ thể. Nó có ảnh hưởng tới chức năng tuyến giáp giúp quyết định trí thông minh của con người.
Thành phần Alga alkane mannitol có trong rong biển là loại đường có hàm lượng calo thấp, giúp nuôi dưỡng các vi khuẩn có lợi cho ruột, làm cho thức ăn tiêu hoá nhanh và sớm loại bỏ các chất cặn bã lưu lại trong ruột. Trong rong biển hàm chứa một lượng chất khoáng rất phong phú. Thành phần quan trọng nhất có trong rong biển là fertile clement. Đây là chất có tác dụng điều tiết máu lưu thông, tiêu độc, loại bỏ các cặn bã có trong cơ thể. Thêm vào đó, nó còn là chất không thể thiếu của tuyến giáp trạng, nơi tiết ra hooc-môn sinh trưởng, giúp cơ thể phát triển.
Theo nhiều nghiên cứu tại Nhật Bản, trong rong biển chứa hàm lượng i-ốt khá cao. Trong đó, hàm lượng i-ốt cao nhất được tìm thấy trên rong biển màu nâu, tiếp sau là tảo bẹ khô và tảo thạch y khô (rockweed, fucus). Thấp hơn nữa là rong biển đỏ và xanh, khoảng 100-300ppm trong rong biển khô. Nhưng dù vậy, rong biển khô xanh vẫn có hàm lượng i-ốt cao hơn so với bất kỳ loại cây trồng nào trên đất liền.

## Sử dụng

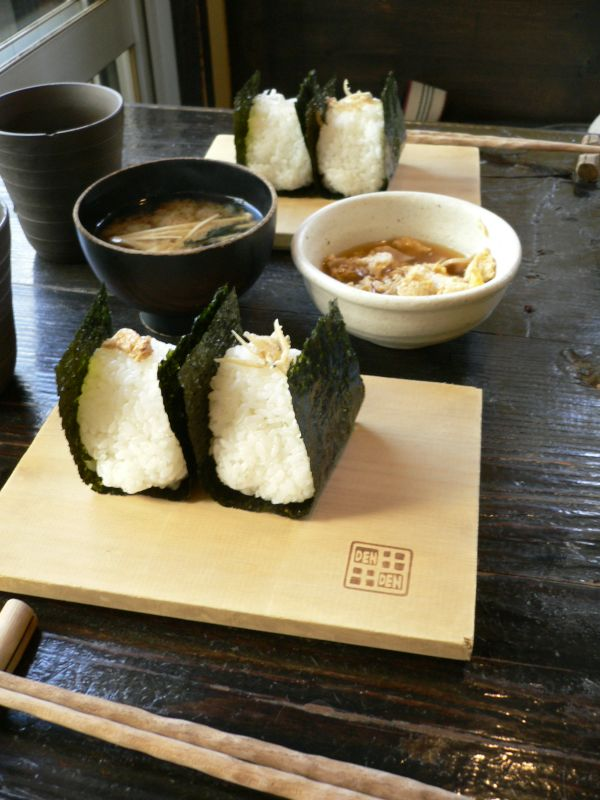
Một món ăn làm từ rong biển của Nhật Bản

Việc tiêu thụ sản phẩm từ rong biển đã trải qua thời kì lịch sử lâu dài. Các dấu vết khảo cổ học cho thấy Nhật Bản đã dùng rong biển từ hơn 10 nghìn năm trước. Ở nền văn hoá Trung Quốc cổ đại, rong biển được coi là đặc sản được dùng trong các món ăn của triều đình và chỉ hoàng tộc, khách của hoàng thân mới được thưởng thức. Dù rong biển được coi là món ăn đặc trưng của châu Á nhưng trên thực tế các quốc gia có đường biển trên thế giới như Scotland, Ireland, New Zealand, quần đảo Thái Bình Dương và các nước Nam Mỹ ven biển… cũng đã sử dụng rong biển từ rất lâu đời.
Rong biển đã được sử dụng trong bữa ăn của con người từ thời tiền sử. Sau đó trở nên phổ biến trên các quốc gia như Nhật Bản hay Hàn Quốc. Theo các tư liệu lịch sử thì rong biển được đa dạng hóa vào thời kỳ Nara.
Người Nhật sử dụng chủ yếu ba loại rong biển là rong dang sợi, rong dạng miếng dẹt và rong dạng khối thạch trong suốt. Từ lâu, rong biển gắn liền với lịch sử của nước Nhật, người Nhật đã dùng rong biển trong các món ăn. Khi nó còn được khai thác với số lượng ít, rong biển trở thành món quà xa xỉ sau những chuyến đi biển của người nhật. Sau này, khi cải cách được cách đi biển người ta đã khai thác được nhiều hơn và rong biển trở nên phổ biến hơn.
Mặc dù ngày nay được chế biến với những phương pháp tiên tiến nhưng rong biển để lâu vẫn bị mất rất nhiều giá trị dinh dưỡng vậy nên khi sử dụng rong biển cần lưu ý sử dụng những rong biển mới chế biến vẫn là rong biển tốt nhất

## Hình ảnh

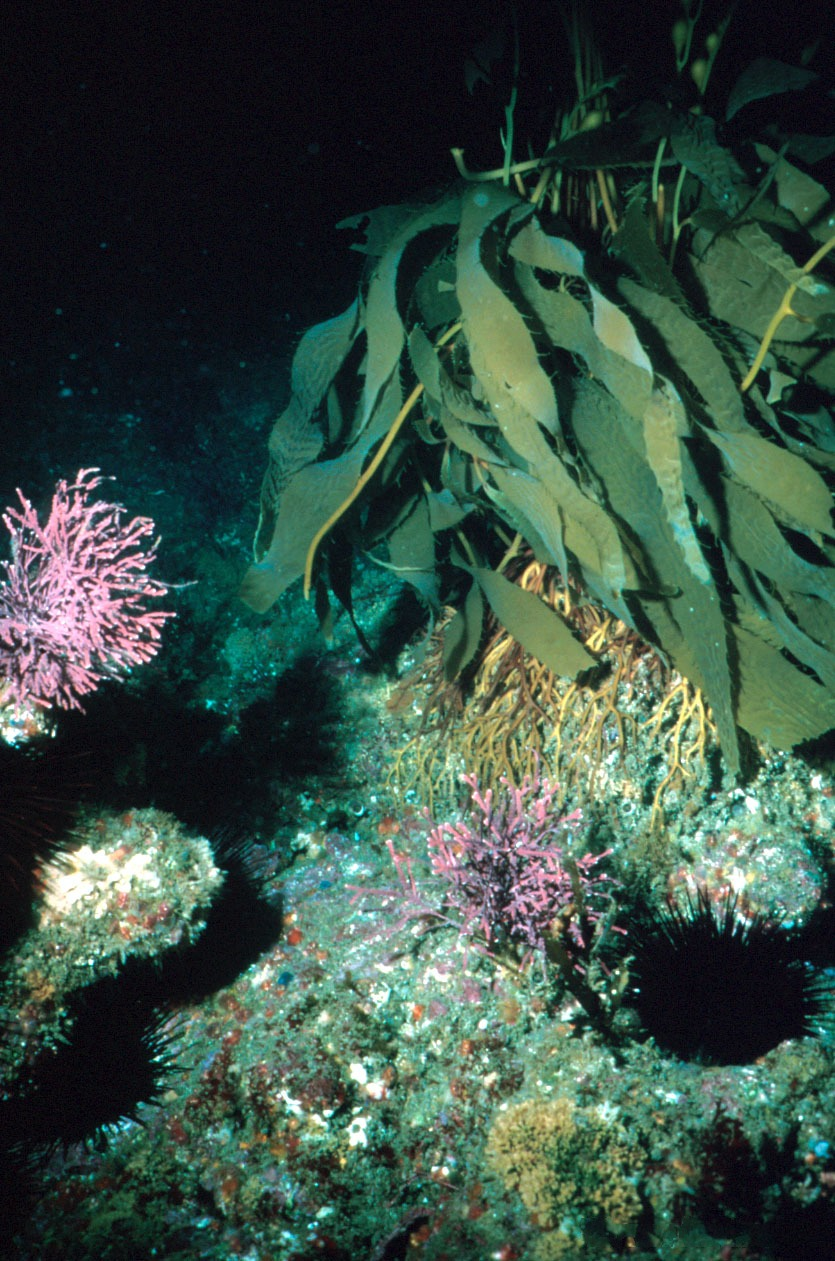